# Schloss Festetics (Dég)
Das Schloss Festetics in der ungarischen Gemeinde Dég ist das einzige klassizistische Schloss im Komitat Fejér und liegt inmitten des größten englischen Landschaftsgartens des Landes.

## Geschichte
Das Schloss wurde zwischen 1810 und 1815 von Antal Festetics während der k.u.k Monarchie erbaut. Der architektonische Entwurf stammte von Mihály Pollack, einem bedeutenden Vertreter des österreich-ungarischen Neoklassizismus.
Das Gebäude besitzt einige ungewöhnliche architektonische Merkmale, z. B. einen ovalen Festsaal, der nicht zentral im Mittelteil, sondern in einer der Ecken verortet ist, und eine bogenförmige Rampe, die zum Haupteingang des Schlosses führt.
Umgeben wird das Schloss von einem 300 ha-großen Landschaftsgarten, einem der größten in Mitteleuropa. Dieser wurde zusammen mit dem Schloss angelegt und gruppiert sich um einen serpentinenförmigen See.
Das Schloss gilt als geheimes Zentrum der ungarischen Freimaurerei, da seit mehr als einem Jahrhundert die Archive der ungarischen Freimaurer dort aufbewahrt werden, und der Erbauer Antal Festetics selbst ein Freimaurer war.
In den 1920er Jahren baute Sándor Festetics das Schloss um und versah es mit der noch heute vorhandenen Innendekoration.
Die Familie Festetics verließ das Schloss 1944. Während des Zweiten Weltkrieges diente es dann als deutsches Lazarett. Bis nach Kriegsende ging die gesamte Inneneinrichtung verloren.
Nach 1945 gelangte das Schloss in Staatsbesitz und beherbergte bis 1996 ein Kinderheim.

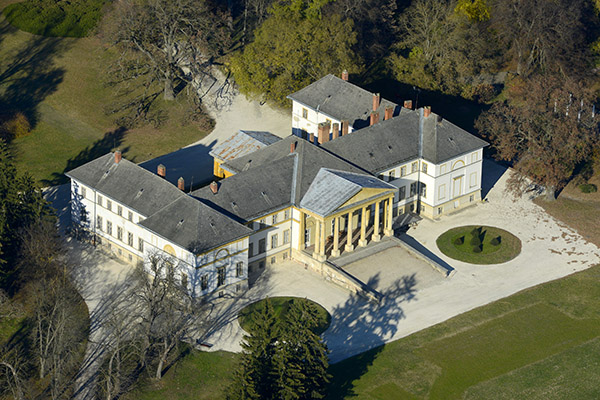
Luftbild von Schloss Festetics (Dég) 2015

## Beschreibung
Das freistehende, U-förmige Gebäude ist mit seiner Front nach Nordwesten ausgerichtet, die Gartenfront zeigt nach Südosten.
Die nordwestliche Hoffassade hat eine Gliederung von 4+3+4 (ohne Flügel). In der Mitte befindet sich über dem Eingang ein Tympanon, das auf zwei Pfeilern und zwei dorischen Säulen ruht. Zum Eingang hinauf führt keine Treppe, sondern ein geschotterter Weg, also für Reiter und Pferdekutschen direkt zugänglich. Die Seitenfassaden haben eine Gliederung von 3+(6+1) und (1+6)+3, die Enden der beiden Flügel mit einer Lünette in Form eines Kopfes mit Sonnenstrahlen dekoriert.
In der Mitte der südöstlichen Gartenfassade mit einer 3+5+5+5+3-Gliederung befindet sich ein Portikus, der von sechs dorischen Säulen getragen wird. Diese Fassade erinnert an das Ungarische Nationalmuseum, denn der Architekt beider Gebäude war derselbe. Statt einer Freitreppe führt vom Garten zum Portikus eine Kiesrampe hinauf.

## Schlosspark

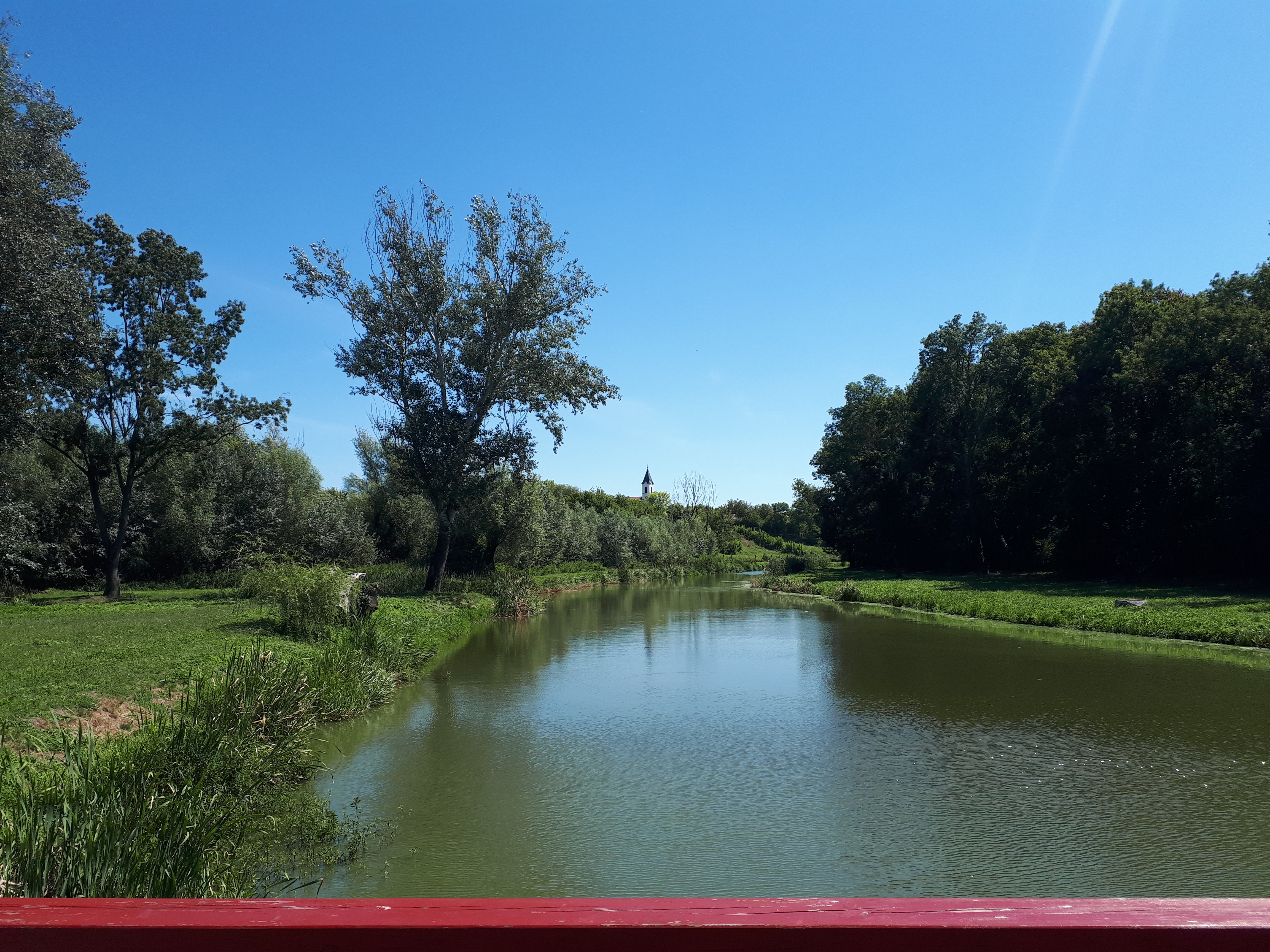
Blick von einer Brücke auf den See im Schlosspark

### Geschichtliche Entwicklung
Am Zusammenfluss von drei Bächen wurde zwischen 1813 und 1820 der große Landschaftsgarten im englischen Stil angelegt. Zur Betonung des neuerrichteten Schlosses wurde extra die Straße verlegt, so dass der Schlossportikus schon von weitem sichtbar war. Die Komposition des Parks bot viele Ansichten auf das Schloss. Ein großer Küchengarten samt Orangerie erstreckte sich Richtung Siedlung.
Zentrales Element des Parks ist der serpentinenförmige See, der vom Bozót-Bach gespeist wird. Ein aufwändiges Pumpen- und Schleusensystem wurde dazu errichtet. Auf einer der künstlichen Inseln wurde das „holländische Haus“ erbaut. Von damaligen Zeitgenossen wurde der See im Schlosspark als „unvergleichlich“ bezeichnet.
Im Rahmen eines dreistufigen, vom ungarischen Staat und v. a. von der Europäischen Union geförderten Projektes wurden Park und See erneuert. Bis zum Sommer 2014 wurde ein Drittel des 1,8 km langen zentralen Sees gegenüber dem Schloss von ca. 40.000 m³ Schlamm befreit, eine hölzerne Brücke zum „holländischen Haus“ erbaut, viele Neupflanzungen vorgenommen und der alte Baumbestand erfasst, sowie historische Gehwege wiederhergestellt. Danach wurde der Rest des serpentinenförmigen Sees entschlammt, mehrere Brücken errichtet, ein zusätzlicher See um die Begräbnisstätte angelegt und mit dem Bau eines Kinderspielplatzes begonnen.

### Holländisches Haus

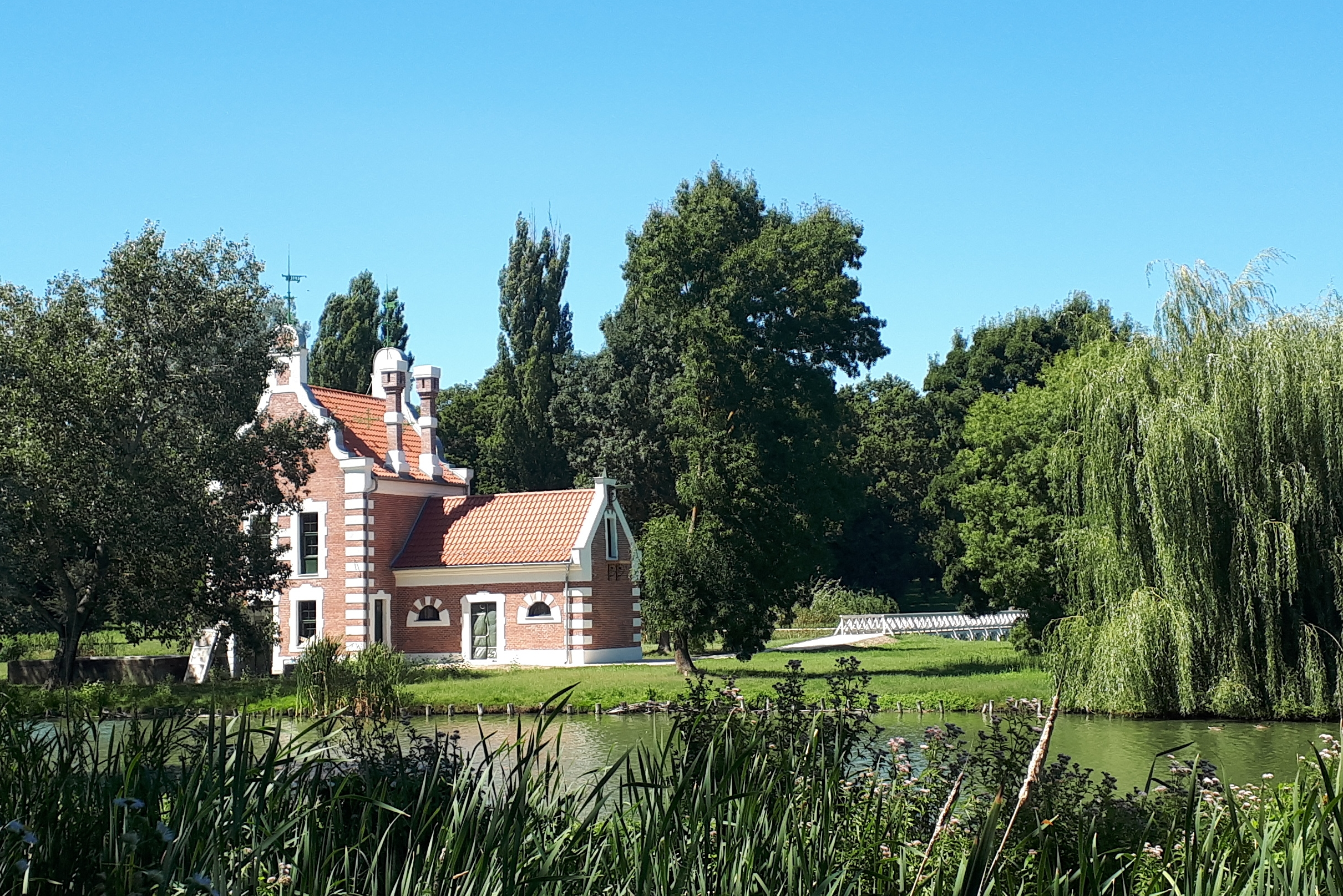
„Holländisches Haus“ von 1891 gegenüber Schloss Festetics

Pál Festetics errichtete das „holländische Haus“ 1891 auf der Parkseeinsel gegenüber dem Schloss an der Stelle eines früheren Gebäudes.
Merkmal des Gebäudes ist die Gliederung in einen zweigeschossigen Hauptteil und einen dazu senkrechten eingeschossigen Anbau.
Das rote Backsteinhaus in niederländischem Stil ist in seiner Art eine echte Besonderheit in Ungarn.
Früher befand sich im Erdgeschoss ein Kuhstall und im Obergeschoss eine Wohnung für die Lungenpatientin Frau Andor Festetics (geb.Gräfin Ilona Lenke Pejacsevich 1851 - 1936) : die ammoniakhaltige Luft und die frisch gemolkene Milch des Stalls wurden als heilsam angesehen.
Ursprünglich war die Insel nur mit einem Drahtseilboot von der Schlossseite aus zu erreichen. Heute gibt es eine weißgestrichene Holzbrücke.

### Römischer Brunnen

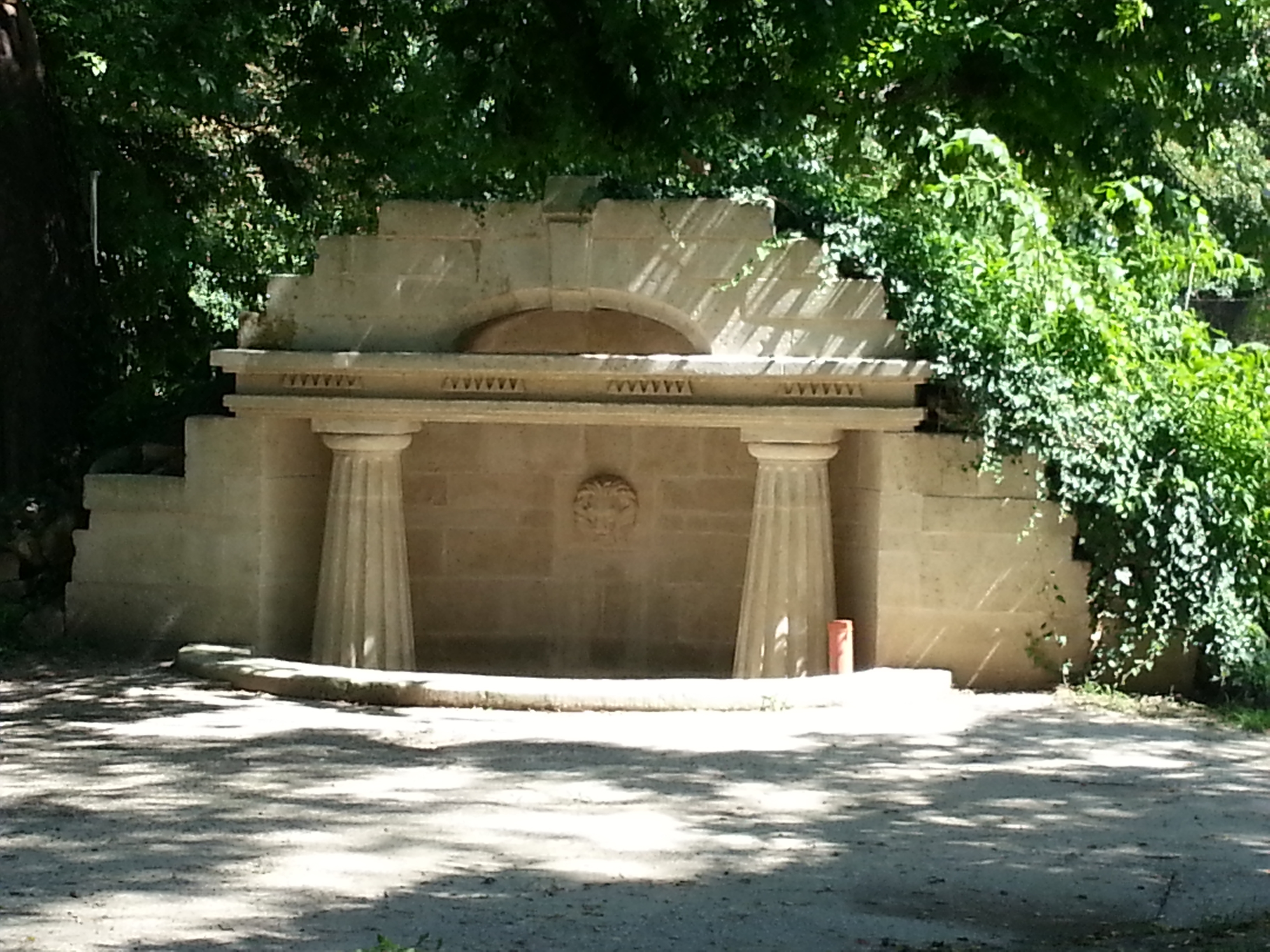
„Römischer Brunnen“ (restauriert) im Schlosspark Festetics

Nördlich vom Schloss liegt der restaurierte „Römische Brunnen“. Dieser besteht aus einer nachgebildeten Ruinenmauer, in die mittig ein konkaves Maueroval eingearbeitet ist. Zwei dorische Säulen tragen ein schmales Gesims über in einem ovalen Wasserbassin. Der Wasserauslass an der Rückwand in Form eines Löwenkopfes ergänzt dieses Ensemble. Auf einem historischen Foto aus den 1930er Jahren, das auf einer Schautafel abgebildet ist, sind auf der noch heute bestehenden Freifläche Holzbänke zu sehen; der Brunnen war damals von Malvensträuchern umgeben.

### Gefallenendenkmal
Auf der nordwestlichen Seite des Schlosses befindet sich ein Gefallenendenkmal: auf einem flachen Hügel steht ein steinerner Tisch, an dessen Vorderseite zwei Steinwappen ein zentrales Kreuz säumen; die Inschrift verweist auf das Jahr 1945 und Gefallene des I. Pz.Korps. Die Erhebung ist an der Front und den Seiten von Steinpollern mit großen Ketten umzäunt, eine dreistufige Treppe führt zum Steintisch. Eine Gedenkplatte auf dem Rasen des Hügels ist „den Gefallenen aller Divisionen“ gewidmet und trägt die Jahreszahl 1939, eine weitere Gedenkplatte verweist auf die Gefallenen des III. Panzerkorps, namentlich auf die 11. Division „Nordland“ und die 23. Division „Nederland“.
Die an dieser Stelle stattfindenden Gedenkveranstaltungen erregten wegen der Teilnahme der Ungarischen Nationalen Front (Magyar Nemzeti Arcvonal, MNA) Aufsehen.

## Sonstiges
An der Autobahn M7 (Letenye-Budapest) steht eine Unterrichtungstafel, die auf das Schloss in Dég hinweist.
Das Schloss (Hunyadi János u. 11, 8135 Dég) wird im Moment (Stand: August 2019) renoviert und kann nicht besichtigt werden; der Schlosspark ist aber während der Öffnungszeiten gegen Eintritt zugänglich.
Im Jahre 2017 wurden einige Szenen aus Red Sparrow in dem Schloss gedreht.